# Теве-Хаинский сумон
Теве-Хаинский сумон — административно-территориальная единица (сумон) и муниципальное образование со статусом сельского поселения в Дзун-Хемчикском кожууне Тывы Российской Федерации.
Административный центр и единственный населённый пункт сумона — село Теве-Хая.

## Население
| 2017 | 2018  |
| ---- | ----- |
| 1504 | ↗1516 |